# ۳-یدوتیرونامین
۳-یدوتیرونامین (به انگلیسی: 3-Iodothyronamine) با فرمول شیمیایی C۱۴H۱۴INO۲ یک ترکیب شیمیایی است. که جرم مولی آن ۳۵۵٫۱۷ g/mol می‌باشد. 